# Попит Маршалла
У теорії споживання попит Маршалла або маршаллівський попит — кількість товару, який споживач придбає за заданих цін і доходу, розв'язуючи задачу максимізації корисності.
Названий за іменем англійського математика Альфреда Маршалла, іноді його також називають вальрасівським попитом (Леон Вальрас).
На відміну від гіксівського попиту маршаллівський попит не є компенсованим. При зміні цін на товари в споживчому наборі зміну попиту на нього можна подати як суму ефектів доходу і заміщення відповідно до рівняння Слуцького. У випадку ж з компенсованим попитом (наприклад, за Гіксом) ефект доходу відсутній. Тому для маршаллівського попиту не завжди виконується закон попиту, тобто за зростання ціни попит на товар може також зростати. Прикладом такої ситуації є гіпотетичний товар Гіффена. На практиці товар Гіффена не зустрічається, тому зазвичай вважають, що закон виконується і для маршаллівського попиту.

## Визначення
Маршаллівський попит є розв'язком задачі максимізації корисності:
{\displaystyle x^{*}(p,R)={\underset {px\leq R}{\operatorname {argmax} }}\,u(x),}
де {\displaystyle R} — дохід агента, {\displaystyle u(x)} — функція корисності, {\displaystyle p} — ціна, {\displaystyle x^{*}(p,\ R)} — маршаллівський попит.
Якщо {\displaystyle u(x)} неперервна, дохід і ціни додатні, то згідно з теоремою Веєрштрасса розв'язок задачі існує. При цьому функцію {\displaystyle v(p,R)=\max _{px\leq R}u(x)} називають непрямою функцією корисності.

## Властивості маршаллівського попиту
1. Додатна однорідність степеня 0 відносно цін і доходу: {\displaystyle x^{*}(kp,\ kR)=x^{*}(p,\ R)}.
2. Для випадку локально ненасичуваних переваг (LNS) підтверджується гіпотеза повного витрачання бюджету ({\displaystyle px=R}).
3. Якщо переваги опуклі, то маршаллівський попит — опукла функція; якщо переваги строго опуклі, то розв'язок задачі максимізації корисності єдиний, тобто {\displaystyle x(p,R)} є функцією маршаллівського попиту.
4. Виконуються властивості матриці Слуцького.